# Viktar Zaitsau
Viktar Zaitsau (Babruysk, 27 de agosto de 1992) es un jugador de balonmano bielorruso que juega de pívot en el Permskie Medvedi. Es internacional con la selección de balonmano de Bielorrusia.
Su primer gran campeonato con la selección fue el Campeonato Europeo de Balonmano Masculino de 2014.

## Palmarés

### SKA Minsk
- Liga Báltica de balonmano (3): 2013, 2014, 2015

### Riihimäki Cocks
- Liga de Finlandia de balonmano (2): 2018, 2019
- Copa de Finlandia de balonmano (2): 2018, 2019
- Liga Báltica de balonmano (2): 2018, 2019

## Clubes
| Club             | País        | Año         |
| ---------------- | ----------- | ----------- |
| SKA Minsk        | Bielorrusia | 2007 - 2015 |
| GK Neva          | Rusia       | 2015 - 2017 |
| Riihimäki Cocks  | Finlandia   | 2017 - 2019 |
| Permskie Medvedi | Rusia       | 2019 - Act. |